# Goran Pirš
Goran Pirš - "Piro" (31. kolovoza 1962.) hrvatski je scenarist, producent i komičar.
Široj je javnosti najpoznatiji po radu na zagrebačkom (Radiju 101), posebno po humorističnom SF serijalu Milan Blenton (autor, scenarist, glumac), humorističnom serijalu Zločesta djeca (koautor) te televizijskim (HRT) emisijama - animiranom serijalu Zlikavci i game-showu Genijalci. 

## Karijera

### Radio 101
- Radio 101 Autor i producent nekoliko tisuća promidžbenih radio spotova i jinglova
- “Atellier 101”, autor, urednik i scenarist, serijal emisija o likovnoj kulturi
- “Boje i lakovi”, autor, urednik i scenarist, serijal emisija o likovnoj kulturi
- “Antena”, koautor, suradnik, emisija o kulturi i umjetnosti
- “Milan Blenton”, autor, scenarist i glumac, radio-dramski serijal
- “Zločesta djeca”, koautor, scenarist i glumac
- “Zločesta djeca - Istočno od jaja”, audio-casseta, koautor
- “Zločesta djeca vam predstavljaju”, scenarist, glazbeno-scenski događaj/ Dom sportova
- "Noga pomirenja", koscenarist, glazbeno-scenski događaj/ Dom sportova
- "Mamuti" - radio-dramski serijal, glumac
- “Priče iz Crne rupe”, autor, serijal SF radio drama
- “20 godina Radija 101”, scenarist, glazbeno-scenski događaj/ Dom sportova
- “Dan nezavisnosti Radija 101”, scenarist, redatelj, glazbeno-scenski događaj/ Dom sportova
- “Zločesta djeca 2”, koautor i scenarist igranog serijala
- Koautor, producent, CD/MC “Zločeste djeca 2 - Kad liganjci utihnu”/ Croatia Records
- Koautor, producent, CD/MC “Zločeste djeca 2 - Pismo Djedu Mrazu”/ Croatia records
- “Sanatorij Dr. Schanza”, koscenarist i glumac, humoristični serijal
- “101 na 101”, scenarist, redatelj, glazbeno-scenski događaj/ Trg Bana Josipa Jelačića
- “Kutić za djecu”, suradnik, voditelj, program za djecu

### HRT
- “Milan Blenton”, autor,scenarist i glumac, animirano-igrana serija
- “Stereovizija”, koscenarist, zabavno-glazbeni serijal
- “Budi dobar, budi brz, budi najbrži”, scenarist, glazbeni specijal, Ljetna Univerzijada 1987
- “Anti-AIDS kampanja Zločeste djece”, edukativni spotovi, koscenarist i glumac
- “Novogodišnji program 1987., 1988. i 1994., koscenarist, glumac
- “Zodijak”, koscenarist, zabavno-glazbena emisija
- “Top Cup”, scenarist, glazbeno-zabavni serijal
- “Zlatko & detektivi”, igrani serijal za djecu, scenarist
- “Mali, veliki svijet”, scenarist, zabavno-edukativni serijal za djecu
- “I to sam ja”, scenarist, glazbeno-zabavni serijal
- “Crni mačak”, scenarist dodjele glazbenih nagrada, Jabukaton i HRT
- "Porin - Makarska 1999. - scenarist dodjele glazbenih nagrada
- “Zlikavci”, scenarist, autor, animirana serija
- “Genijalci”, game-show, izvođač
- “Bitange i princeze”, glumac, dramska serija
- “Pula Film Festival 2006”, scenarist otvaranja festivala
- “Trbuhozborci”,scenarist, autor, talk-show/ Hrvatski radio 2. program
- „Bitke Vanka Regule“, animirani serijal, scenarist/ HRT3
- "Magicbox" - scenarist, koncert izvođača nezavisne glazbene scene povodom 10. godišnjice HRT3